# Yélamos de Abajo
Yélamos de Abajo é um município da Espanha na província de Guadalajara, comunidade autónoma de Castilla-La Mancha, de área 12,37 km² com população de 84 habitantes (2004) e densidade populacional de 6,79 hab/km².

## Demografia
| Variação demográfica do município entre 1991 e 2004 | Variação demográfica do município entre 1991 e 2004 | Variação demográfica do município entre 1991 e 2004 | Variação demográfica do município entre 1991 e 2004 |
| --------------------------------------------------- | --------------------------------------------------- | --------------------------------------------------- | --------------------------------------------------- |
| 1991                                                | 1996                                                | 2001                                                | 2004                                                |
| 106                                                 | 101                                                 | 96                                                  | 84                                                  |